# Eerste Kamerverkiezingen 2007
De Eerste Kamerverkiezingen 2007 waren reguliere Nederlandse verkiezingen voor de Eerste Kamer der Staten-Generaal. Zij vonden plaats op 29 mei 2007.
Bij deze verkiezingen kozen de leden van de Provinciale Staten - die op 7 maart 2007 bij de Statenverkiezingen gekozen waren - een nieuwe Eerste Kamer.
De leden van de Eerste Kamer werden op 12 juni 2007 geïnstalleerd. De zittingstermijn eindigde op 6 juni 2011.

## Deelnemende partijen
| Lijstnr. | Partij                                 | Lijsttrekker     |
| -------- | -------------------------------------- | ---------------- |
| 1        | Christen Democratisch Appèl (CDA)      | Jos Werner       |
| 2        | Partij van de Arbeid (P.v.d.A.)        | Han Noten        |
| 3        | VVD                                    | Uri Rosenthal    |
| 4        | GROENLINKS                             | Tof Thissen      |
| 5        | SP (Socialistische Partij)             | Tiny Kox         |
| 6        | Democraten 66 (D66)                    | Gerard Schouw    |
| 7        | ChristenUnie                           | Egbert Schuurman |
| 8        | Staatkundig Gereformeerde Partij (SGP) | Gerrit Holdijk   |
| 9        | Onafhankelijke Senaatsfractie          | Henk ten Hoeve   |
| 10       | Partij voor de Dieren                  | Niko Koffeman    |

Het CDA, de PvdA, de VVD, GroenLinks en de SP hadden kandidatenlijsten in alle twaalf provincies ingeleverd, de ChristenUnie in elf, de Partij voor de Dieren en de OSF in acht, D66 in zeven en de SGP in zes provincies. Statenleden kunnen enkel op de partijen stemmen die in hun provincie een lijst hebben ingediend. De nummering was vastgesteld op basis van de behaalde stemmen bij de Eerste Kamerverkiezingen in 2003.
De Nederlandse Klokkenluiders Partij had eveneens in alle provincies een lijst ingeleverd. Aangezien de lijst niet zoals voorgeschreven persoonlijk was overhandigd maar via e-mail en fax, werd deze door de Kiesraad ongeldig verklaard.
GroenLinks wilde een lijstverbinding met de PvdA en de SP. Nadat bleek dat zowel de PvdA als de SP bezwaren hadden tegen een lijstverbinding met elkaar, besloot GroenLinks een verbinding met de Partij voor de Dieren aan te gaan.

## Kiezen en gekozen worden
De leden van Provinciale Staten brachten een gewogen stem uit.
| Provincie     | Statenleden | Inwoners  | Stemwaarde |
| ------------- | ----------- | --------- | ---------- |
| Zuid-Holland  | 55          | 3.453.756 | 628        |
| Noord-Holland | 55          | 2.613.992 | 475        |
| Noord-Brabant | 55          | 2.418.698 | 440        |
| Gelderland    | 53          | 1.978.688 | 373        |
| Utrecht       | 47          | 1.190.721 | 253        |
| Limburg       | 47          | 1.127.637 | 240        |
| Overijssel    | 47          | 1.116.402 | 238        |
| Friesland     | 43          | 642.169   | 149        |
| Groningen     | 43          | 573.923   | 133        |
| Drenthe       | 41          | 485.986   | 119        |
| Zeeland       | 39          | 380.548   | 98         |
| Flevoland     | 39          | 374.394   | 96         |

## Uitslag
De officiële uitslag werd op 31 mei 2007 in een openbare zitting door de Kiesraad vastgesteld en bekendgemaakt.
| Partij                   | 2003    | 2003  | 2003   | 2007    | 2007  | 2007   | +/−    | +/−    |
| Partij                   | #       | %     | zetels | #       | %     | zetels | ppt.   | zetels |
| ------------------------ | ------- | ----- | ------ | ------- | ----- | ------ | ------ | ------ |
| CDA                      | 46.848  | 28,98 | 23     | 43.501  | 26,67 | 21     | −2,31  | −2     |
| VVD                      | 31.026  | 19,19 | 15     | 31.360  | 19,23 | 14     | +0,04  | −1     |
| PvdA                     | 40.613  | 25,12 | 19     | 31.032  | 19,03 | 14     | −6,09  | −5     |
| SP                       | 8.551   | 5,29  | 4      | 25.231  | 15,47 | 12     | +10,18 | +8     |
| ChristenUnie             | 4.960   | 3,07  | 2      | 9.706   | 5,95  | 4      | +2,88  | +2     |
| GroenLinks               | 10.866  | 6,72  | 5      | 9.074   | 5,56  | 4      | −1,16  | −1     |
| SGP                      | 4.695   | 2,90  | 2      | 3.690   | 2,26  | 2      | −0,64  | 0      |
| PvdD                     | -       | -     | -      | 3.366   | 2,06  | 1      | +2,06  | +1     |
| D66                      | 7.087   | 4,38  | 3      | 3.270   | 2,01  | 2      | −2,37  | −1     |
| OSF                      | 2.874   | 1,78  | 1      | 2.857   | 1,75  | 1      | −0,03  | 0      |
| overige partijen in 2003 | 4.124   | 2,55  | 1      | -       | -     | -      | −2,55  | −1     |
| totaal                   | 161.644 | 100   | 75     | 163.087 | 100   | 75     | 0,00   | 0      |

### Gekozenen
Bij deze verkiezingen waren alle 75 leden aftredend, van wie 38 herkozen werden.
Vijf leden werden met doorbreking van de lijstvolgorde met voorkeurstemmen gekozen: Hans Engels (D66), Hans Klein Breteler (CDA), Jan Laurier (GroenLinks), Joyce Sylvester (PvdA) en Düzgün Yildirim (SP).
*1850 · 1853 · 1856 · 1859 · 1862 · 1865 · 1868 · 1871 · 1874 · 1877 · 1880 · 1883 · *1884 · 1887 (I) · *1887 (II) · *1888 · 1890 · 1893 · 1896 · 1899 · 1902 · *1904 · 1907 · 1910 · 1913 · 1916 · *1917 · 1919 · *1922 · *1923 · 1926 · 1929 · 1932 · 1935 · *1937 · *1946 · *1948 · 1951 · *1952 · 1955 · *1956 (I) · *1956 (II) · 1960 · *1963 · 1966 · 1969 · *1971 · 1974 · 1977 · 1980 · *1981 · *1983 · *1986 · 1987 · 1991 · 1995 · 1999 · 2003 · 2007 · 2011 · 2015 · 2019 · 2023

* algemene verkiezingen in verband met vervroegde ontbinding van de Eerste Kamer

vanaf 1987 bedraagt de vaste zittingstermijn van de Eerste Kamer vier jaar